# Олтец
Олтец (рум. Olteț) — село у повіті Брашов в Румунії. Входить до складу комуни Віштя.
Село розташоване на відстані 184 км на північний захід від Бухареста, 67 км на захід від Брашова, 140 км на південний схід від Клуж-Напоки.

## Населення
За даними перепису населення 2002 року у селі проживали 417 осіб.
Національний склад населення села:
| Національність | Кількість осіб | Відсоток |
| -------------- | -------------- | -------- |
| румуни         | 372            | 89,2%    |
| цигани         | 43             | 10,3%    |

Рідною мовою назвали:
| Мова      | Кількість осіб | Відсоток |
| --------- | -------------- | -------- |
| румунська | 372            | 89,2%    |
| циганська | 43             | 10,3%    |